# 菅原古人
菅原 古人（すがわら の ふるひと）は、奈良時代から平安時代初期にかけての貴族。氏姓は土師宿禰のち菅原宿禰。阿波守・土師宇庭の子。官位は従五位下・遠江介。

## 経歴
光仁朝末の宝亀10年（779年）外従五位下に叙せられる。
天応元年（781年）桓武天皇の即位後に従五位下・遠江介に叙任される。まもなく、古人や道長ら一族15名が以下の通り、居住地である大和国添下郡菅原邑に因んで菅原姓（菅原宿祢）への改姓を願い出て、これを許される。
- 祖業を顧みると、吉凶相半ばして、天皇の葬礼においては葬儀を掌り、祭の日には祭儀を預かり、このように奉仕することはまことに世間の習慣にも合っていた。しかし、現在はそうではなく専ら葬儀のみ預かっていて、祖業を深く考慮すると本意ではない。そこで居住地にちなんで土師から菅原姓へ改姓したい。

没後の延暦4年（785年）侍読としての功労により、4人の子息に対して学業に努めさせるため衣服と食糧が支給されている。

## 人物
学者として高名で、余人で並ぶ者はなかった。一方で、家に財産の余裕がなく、子息は窮乏に苦しんだという。

## 官歴
『続日本紀』による。
- 時期不詳：正六位上
- 宝亀10年（779年）正月23日：外従五位下
- 天応元年（781年）5月25日：遠江介。6月16日：従五位下（内位）。6月25日：土師宿禰から菅原宿禰に改姓

## 系譜
- 父：土師宇庭[3]
- 母：不詳
- 生母不明の子女
  - 男子：菅原清岡[4]
  - 四男：菅原清公（770-842）[2]
  - 男子：菅原清人[3]